# 马拉维国旗
马拉维國旗呈长方形，纵横之比为2：3。是一面三色旗，自上而下由黑、红、绿三个平行的横条所构成，旗面上方中间为一轮冉冉升起的太阳，放射31道光芒。
黑色代表由黑色人种所构成的马拉维人民，红色象征为争取自由独立而战斗的烈士鲜血，绿色代表马拉维美丽的青翠国土和绿色大自然。
本国旗採用於1964年7月6日，2010年8月7日废除，2012年5月28日再度启用。
2010至2012年间的马拉维国旗，由红、黑、绿、白四色组成。旗帜中间放射45道阳光的白色太阳图案象征非洲人民争取自由的希望，也象征马拉维人民自独立以来所取得的辉煌成就。
2010年8月7日，时任总统的宾古·瓦·穆塔里卡表示，1964年的独立意味着马拉维的黎明，整整46年过去了，国家不应该仍停留在黎明的时刻。用一轮完整的太阳取代过去的半轮红日，“很好地反应了国家这些年来发展取得的成就”。他希望马拉维人民能够接受新国旗，并为自己的国家感到骄傲。但在野党联合民主阵线（United Democratic Front）的议员们反对更改国旗，认为这是穆塔里卡个人意志的体现，并于当年9月向马拉维国家最高法院提出诉讼。
2012年4月，穆塔里卡病逝，新总统乔伊斯·班达相应多数议员的呼吁，于当年5月投票决定恢复1964年版国旗。

## 颜色
2006年起，马拉维政府对国旗所用的三种颜色采用了英国标准颜色予以规定：
|              | 黑    | 红    | 绿    |
| ------------ | ----- | ----- | ----- |
| 英国标准颜色 | 0-000 | 0-005 | 0-010 |

## 历代旗帜

### 英属时期
- 1893–1907，英属中非保护国旗帜，非正式国旗
- 1907-1919，尼亚萨兰殖民地旗帜
- 1919-1925，尼亚萨兰殖民地旗帜
- 1925-1964，尼亚萨兰殖民地旗帜
- 1953–1963，罗得西亚与尼亚萨兰联邦；亦称中非联邦

### 独立后
- 1964年7月6日~2010年8月7日
- 2010年8月7日~2012年5月28日
- （复用1964年版国旗）2012年5月28日~至今